# Twarz (film 1958)
Twarz (szw. Ansiktet) – szwedzki czarno-biały dramat psychologiczny z 1958 roku w reżyserii Ingmara Bergmana z Maxem von Sydow i Ingrid Thulin w rolach głównych. W 1958 film stał się oficjalnym szwedzkim kandydatem do rywalizacji o 31. rozdanie Oscara w kategorii filmu nieanglojęzycznego.

## Fabuła
Akcja filmu umiejscowiona jest w 1846 r. Do Sztokholmu przyjeżdża Teatr Magnetycznego Zdrowia, z charyzmatycznym Albertem Emanuelem Voglerem (Max von Sydow) na czele i jego żoną Mandą (Ingrid Thulin). Miejscowi notable chcą najpierw przeprowadzić kontrolę, zanim spektakl zostanie udostępniony szerokiej publiczności. Urzędnik miejski, lekarz i szef policji nie potrafią logicznie wyjaśnić magicznych umiejętności Voglera. Zaniepokojeni próbują nie dopuścić do pokazów.
Wszystkie sceny kręcone były w studiach Filmstaden. Prace rozpoczęły się 30 czerwca i zakończyły 27 sierpnia 1958. W 1959 film otrzymał trzy nagrody podczas 20. MFF w Wenecji. W 1960 był nominowany do Nagroda Brytyjskiej Akademii Filmowej BAFTA.

## Obsada
- Max von Sydow jako Albert Emanuel Vogler
- Ingrid Thulin jako Manda Vogler i Mr. Aman
- Gunnar Björnstrand jako Dr. Vergerus, Minister Zdrowia
- Naima Wifstrand jako babcia Vogler
- Bengt Ekerot jako Johan Spegel
- Bibi Andersson jako Sara
- Birgitta Pettersson jako Sanna
- Gertrud Fridh jako Ottilia Egerman
- Lars Ekborg jako Simson, woźnica
- Toivo Pawlo jako nadinspektor policji Starbeck
- Erland Josephson jako konsul Egerman
- Åke Fridell jako Tubal
- Sif Ruud jako Sofia Garp
- Oscar Ljung jako Antonsson
- Ulla Sjöblom jako Henrietta Starbeck
- Axel Düberg jako młody służący Rustan

## Nagrody
- 20. MFF w Wenecji:
  - Nagroda Specjalna Jury
  - Nagroda Nowego Kina
  - Nagroda Pasinettiego